# Општина Сурани (Прахова)
Сурани (рум. Surani) општина је у Румунији у округу Прахова.
Oпштина се налази на надморској висини од 389 m.